# Hermeuptychia nana
Hermeuptychia nana är en fjärilsart som beskrevs av Heinrich Benno Möschler 1876. Hermeuptychia nana ingår i släktet Hermeuptychia och familjen praktfjärilar. Inga underarter finns listade i Catalogue of Life.